# یواس‌اس اینگیج (ای‌ام-۹۳)
یواس‌اس اینگیج (ای‌ام-۹۳) (به انگلیسی: USS Engage (AM-93)) یک کشتی بود که طول آن ۱۷۳ فوت ۸ اینچ (۵۲٫۹۳ متر) بود. این کشتی در سال ۱۹۴۲ ساخته شد.